# هانس استام
هانس استام (انگلیسی: Hans Stam; ۲ آوریل ۱۹۱۹ – ۲۵ ژوئن ۱۹۹۶) بازیکن واترپلو اهل پادشاهی هلند بود.